# Середньохорський
Сере́дньохо́рський (рос. Среднехорский) — селище у складі району імені Лазо Хабаровського краю, Росія. Входить до складу Гвасюгинського сільського поселення.

## Населення
Населення — 234 особи (2010; 300 у 2002).
Національний склад (станом на 2002 рік):
- росіяни — 91 %